# Tarık Çamdal
 (décembre 2013).
Si vous disposez d'ouvrages ou d'articles de référence ou si vous connaissez des sites web de qualité traitant du thème abordé ici, merci de compléter l'article en donnant les références utiles à sa vérifiabilité et en les liant à la section « Notes et références ».
Osman Tarık Çamdal, né le 24 mars 1991 à Munich, est un footballeur international turc évoluant au poste d'arrière droit à l'Adana Demirspor.

## Biographie

### Munich 1860
Le 7 août 2009, Çamdal fait ses débuts en 2. Bundesliga face au KSV Hessen Kassel. Durant cette rencontre, il inscrit un doublé. À l'issue de cette saison, Çamdal totalise 21 matchs, 2 buts et 4 passes décisives à son compteur.
Lors de la saison 2010-2011, il prend part à 21 rencontres de championnat. Mais à l'issue de la saison, il fait savoir ses envies de départ par l'intermédiaire de son agent.

### Eskisehirspor
Le 8 septembre 2011, il est transféré à Eskişehirspor contre un montant de 300 000 € .
Durant sa première saison dans son nouveau club, Çamdal ne prend part à aucune rencontre de championnat. Toutefois, le 11 janvier 2012, il dispute son premier et unique match de la saison avec l'équipe première, face à Eyüpspor en Coupe de Turquie.
Le 30 septembre 2012, il fait sa première apparition en championnat pour le club d'Eskişehir. Lors de cette saison, le Çamdal prend part à 14 matchs toutes compétitions confondues.
Au début de la saison 2013-2014, Çamdal devient un titulaire indiscutable. Cela est dû à la blessure de Dedê, l'ancien joueur du Borussia Dortmund.
Ses bonnes performances attirent l'œil des clubs tels que Beşiktaş ou encore Galatasaray. Un temps annoncé sur le départ, le joueur reste finalement et prolonge son contrat de 4 ans et demi.
Le joueur dispute la finale de la Coupe de Turquie 2014 (en) face à Galatasaray. Néanmoins, le trophée sera remporté par les Stambouliotes grâce à un but de Wesley Sneijder.
Durant cette saison, le joueur a disputé 32 matchs toutes compétitions confondues.
Durant le mercato d'été 2014, Çamdal est annoncé à Trabzonspor, au Beşiktaş JK, au Hanovre 96 et également au Galatasaray.
Mais le 30 août 2014, toujours en instance de départ, le joueur dispute tout de même le premier match du championnat de Turquie 2014-2015 face à Konyaspor.

### Galatasaray
Le 1er septembre 2014, le joueur est finalement transféré au Galatasaray contre 4 750 000 €.

## Palmarès
Galatasaray
- Championnat de Turquie (2) :
  - Champion : 2014-15 et 2017-18.

- Coupe de Turquie (2) :
  - Vainqueur : 2014-15 (en) et 2015-16.

- Supercoupe de Turquie (1) :
  - Vainqueur : 2015 (en).

 Adana Demirspor
- Championnat de Turquie de deuxième division (1) :
  - Champion : 2020-21 (en).